# アーホルン (バーデン)
アーホルン (ドイツ語: Ahorn, ドイツ語発音: [ˈaːhɔrn] ( 音声ファイル)) はドイツ連邦共和国バーデン＝ヴュルテンベルク州マイン＝タウバー郡に属す町村（以下、本項では便宜上「町」と記述する）。

## 地理

### 位置
アーホルンはバウラント東部に位置し、マイン＝タウバー郡で最も高い海抜400m付近にある。
ブーフ・アム・アーホルン地区からエルフ川が湧出している。

### 隣接する市町村
隣接する市町村は、北はネッカー＝オーデンヴァルト郡のハルトハイム、ケーニヒハイム、ラウダ＝ケーニヒスホーフェン、東はボックスベルク、南はラーヴェンシュタイン、西はローゼンベルクで最後の2つはやはりネッカー＝オーデンヴァルト郡に属す。

### 自治体の構成
アーホルンは、かつて独立した自治体であったベロルツハイム、ブーフ・アム・アーホルン、オイビヒハイム、ホーエンシュタット、シリングシュタットの各地区から成る。

## 歴史
自治体としてのアーホルンは、1971年12月1日に旧町村のオイビヒハイムとブーフ・アム・アーホルン、ホーエンシュタットが合併して成立した。シュヴァルテェンブルンは、それ以前の1936年にはすでにブーフに合併していた。名前の由来は、約2,000haの広さを持つカエデの森である（カエデ = Ahorn）。1973年にはナイデルスバッハ集落が住民投票により合併した。さらに市町村再編に伴い、1975年1月1日にアーホルンはベロルツハイムと合併し、同時にシリングシュタットもこの新しい枠組みに編入された。
1973年以降この町はマイン＝タウバー郡（1973年から74年まではタウバー郡）に属している。それ以前はいくつかの地区は廃止されたブーヒェン郡に属しており、新たに創設されるネッカー＝オーデンヴァルト郡に編入されることになっていた。しかし、郡庁所在地のモースバッハまで約40kmと遠いこと、ネッカー渓谷方面への交通がカエデの森で分断されていることから、こうした地区はラウダ＝ケーニヒスホーフェンの一部となることを希望した。しかしこうした働きかけにもかかわらず、結局交通の便の良いタウバービショフスハイムが新しい郡庁所在地となった。

### 地区
かつて自治体であった主要な地区はそれぞれ独自の行政組織を有している。
| ベロルツハイム           | ベロルツハイムは1050年に初めて文献に記録されている。初めは王領であったが、15世紀までにマインツ選帝侯領のベツィルクスアムト・タウバービショフスハイム（ベツィルクスアムトは当時の地方行政区分）に移されている。帝国代表者会議主要決議に基づく陪臣化により1803年に初めはライニンゲン侯領となり、その廃止に伴い1806年にバーデン大公領となった。 |
| ブーフ・アム・アーホルン | ブーフ・アム・アーホルンは、1101年に初めて文献上に記録されている。13世紀には領主がエドレン・フォン・クラウトハイムであったと記録されている。後にこの村はローゼンベルクの修道院領に属した。 |
| オイビヒハイム           | オイビヒハイム は850年に初めて記録されている。 |
| ホーエンシュタット       | ホーエンシュタットは1242年に初めて文献に登場する。ホーエンシュターデン騎士家が長らくこの村を治めた。 |
| シリングシュタット       | ロルシュ文書は773年にシリングシュタットについて記録している。しかしローマ時代にはすでに定住者があったことがわかっている。 |

### 宗教
1557年にアルブレヒト・フォン・ローゼンベルクによってブーフ地区で宗教改革がなされた。ブーフとホーエンシュタットは現代でもプロテスタントが優勢な地区である。一方、オイビヒハイム、ベロルツハイム、シリングシュタットではカトリック教会が有力である。

## 経済と社会資本

### 交通
アーホルンは、その北部に連邦道B81号線（ヴュルツブルク - シュトゥットガルト）の同名のインターチェンジを有している。また、ベロルツハイム地区にはボックスベルク・インターチェンジがある。ベロルツハイムを横切って連邦道B292号線（モースバッハ - ラウダ＝ケーニヒスホーフェン）が走っている。この連邦道はタウバーフランケン地方とオーデンヴァルトとを結んでいる。
オイビヒハイムの駅はフランケン鉄道（シュトゥットガルト - ヴュルツブルク）沿線にあり、地域交通を担っている。

### 教育
アーホルンは1970年代半ばからオイビヒハイムにある町立の職業実科学校を併設した基礎課程・本課程学校を運営している。他にもベロルツハイム地区、ブーフ地区、シリングシュタット地区にそれぞれ基礎課程学校がある。

## 文化と見所

### 姉妹都市
- Plesder （フランス、イル＝エ＝ヴィレーヌ県）

### 博物館
- ベロルツハイムの郷土博物館

## 引用
1. ↑  Statistisches Landesamt Baden-Württemberg – Bevölkerung nach Nationalität und Geschlecht am 31. Dezember 2023 (CSV-Datei)
2. ↑  Max Mangold, ed (2005). Duden, Aussprachewörterbuch (6 ed.). Dudenverl. p. 140. ISBN 978-3-411-04066-7